# Namor
Namor McKenzie, anche noto come il Sub-Mariner, è un personaggio dei fumetti statunitensi creato da Bill Everett nel 1939 e pubblicato da Marvel Comics. Durante il periodo denominato Golden Age, insieme a Capitan America e alla Torcia Umana originale, è uno dei primi personaggi della casa editrice Timely Comics, che poi divenne la Marvel Comics. Anni dopo, Stan Lee e Jack Kirby, recuperarono il personaggio durante la Silver Age come comprimario dei Fantastici Quattro. Negli anni ottanta è un comprimario della serie dei Vendicatori, degli X-Men e dei Difensori di cui è membro fondatore e storica è anche la sua alleanza con il Dottor Destino e i frequenti incontri e scontri con i Fantastici Quattro e la Pantera Nera. Everett ammise anni dopo di essersi ispirato al poema La ballata del vecchio marinaio dello scrittore inglese Samuel Taylor Coleridge per sceglierne il nome. Namor è comparso in quasi tutte le serie Marvel, dove si è messo in luce per la sua arroganza, la sua forza e il lessico regale e autoritario. Perennemente in conflitto con la razza umana colpevole di inquinare e depredare il mondo acquatico, si ritrova spesso alleato con gli uomini nel fronteggiare nemici che minacciano la Terra. Namor possiede una forza fisica eccezionale, oltre alla capacità di volare e di nuotare velocissimo; è in grado di respirare aria ma se rimane troppo a lungo lontano dall'acqua, le sue capacità diminuiscono fino a sparire.

## Storia editoriale

### Periodo Golden Age
Il personaggio avrebbe dovuto esordire ad aprile 1939 nella testata Motion Picture Funnies Weekly, edita come prova da Funnies Inc. come pubblicazione omaggio ma non venne mai distribuita. Successivamente, Bill Everett, creatore del personaggio, lo usò per il primo numero di una nuova testata, Marvel Comics, edita da un cliente della Funnies, la Timely Comics, prima incarnazione della Marvel Comics; Everett riprese la storia di otto pagine che aveva realizzato per la Funnies e ne realizzò una nuova versione di 12 pagine che venne pubblicata sul primo numero della testata che poi divenne Marvel Mystery Comics dal secondo numero nel dicembre 1939. In questa prima apparizione il personaggio aveva connotazioni negative in quanto, animato da una propria causa, si trovava in contrasto con il governo degli Stati Uniti arrivando a commettere carneficine e a distruggere grattacieli e navi. Nel 1940 Namor si scontrerà con Human Torch nel tentativo di affondare l'isola di Manhattan. All'entrata in guerra degli Stati Uniti, Namor aiuterà gli Alleati contro Hitler all'interno del gruppo degli Invasori. Il personaggio è protagonista della serie Sub-Mariner Comics, pubblicata dal 1941 al 1949. Come molti altri personaggi della Timely Comics, anche Namor, alla fine degli anni quaranta, ebbe un calo di popolarità che lo portò poco alla volta a scomparire. Fece brevemente parte di un gruppo di supereroi, All-Winners Squad. A metà degli anni cinquanta ebbe un breve ritorno nella testata della Atlas Comics, Young Men, dove comparì a partire dal n. 24 insieme a Capitan America e a Human Torch, fino a quando nel 1954 la testata non gli venne dedicata a partire dal n. 32, diventando Sub-Mariner Comics, edita fino all'ottobre 1955 quando chiuse con il n. 42.

### Periodo Silver Age e successivi
Con la riapertura della Marvel ai supereroi, Stan Lee decise di riproporre il personaggio di Namor anche tra i supereroi moderni, assieme a Uomo Ragno, Fantastici Quattro, Vendicatori, Hulk e tutti gli altri. Negli anni sessanta il personaggio tornò sulla testata dedicata ai Fantastici Quattro (n. 4, maggio 1962), dove venne ritrovato dal gruppo di supereroi a vivere come senzatetto a New York vittima di una amnesia. Ritrovata la memoria, Namor ritorna nel suo regno sottomarino, Atlantis, ritrovandolo distrutto da un test nucleare e disabitato; in questo periodo il personaggio è una sorta di antieroe assetato di vendetta e alla ricerca di una identità, caratterizzandosi per tutti gli anni sessanta sia come personaggio a volte positivo e altre negativo. Come protagonista, terminata Sub-Mariner Comics, il personaggio tornò nel 1965 sulla testata antologica Tales to Astonish a partire dal n. 70 e fino al n. 101 del marzo 1968, quando chiuse la testata, in storie scritte da Stan Lee, Raymond Marais, Roy Thomas, Archie Goodwin e disegnate da Adam Austin, Gene Colan, Jack Kirby, Jerry Grandenetti, Bill Everett, Dan Adkins, Werner Roth (disegni); Successivamente il personaggio prosegue nel primo one shot della Marvel, Iron Man and the Sub-Mariner, dell'aprile 1968, scritto da Roy Thomas e disegnato da Gene Colan; le storie del personaggio proseguono il mese successivo in una testata seriale dedicata, Prince Namor, the Sub-Mariner, scritta inizialmente da Roy Thomas e Gerry Conway; dal n. 25 la testata diventa Sub-Mariner (vol. 1) e, dal n. 65, diventa Prince Namor, The Savage Sub-Mariner per soli 3 numeri per poi, dal n. 68 diventare definitivamente fino alla conclusione col n. 72, The Savage Sub-Mariner. Le storie del personaggio proseguono nel 1975 in una serie di team up con il Dottor Destino prima nella serie di soli due numeri Giant-Size Super-Villain Team-Up, e poi in una nuova serie bimestrale di 17 numeri, Super-Villain Team-Up. Negli anni ottanta è un comprimario della serie dei Vendicatori e dei Difensori di cui è membro fondatore. Dopo due serie limitate negli anni ottanta, Prince Namor Sub Mariner e Saga of the Sub-Mariner, nel 1990 esordisce una seconda serie dedicata al personaggio realizzata inizialmente da John Byrne per i 40 anni del personaggio, Namor (vol. 2), edita per 62 numeri fino al maggio 1995. Nel crossover del 1996 Marvel contro DC, Namor affronta in duello il suo corrispettivo della DC, Aquaman. La terza serie dedicata al personaggio esordisce nel 2010, Namor: the first mutant, scritta da Stuart Moore ma chiude dopo meno di un anno. Nel 2011 il personaggio compare ancora come membro dei Difensori in una nuova serie di breve durata. Nel 2013 è diventato uno dei personaggi principali nella terza serie dei Nuovi Vendicatori.

### Edizione italiana
In Italia Namor è stato pubblicato dall'Editoriale Corno su L'incredibile Devil in appendice dal n. 32 al n. 38, in poi continua dal n. 69 al n. 73 e successivamente sui Fantastici Quattro dal n. 49 al n. 56 e n. 57. Negli anni novanta è stato pubblicato dalla Play Press prima sulla collana Namor the Sub-Mariner e poi su X-Marvel; poi dalla Panini Comics per concludere il ciclo delle storie di Jae Lee su Marvel Magazine Presenta numeri 1-2. La terza serie di Namor è stata tradotta, fra il 2004 e il 2005, sui Fantastici Quattro (numeri dal 236 al 244) della Panini Comics.

## Biografia del personaggio

### Origini
Intorno al 1915, il governo britannico incarica l'ufficiale Leonard McKenzie e il telepate Paule Destine di guidare una squadra per ritrovare un carico di vibranio andato perduto nell'oceano antartico durante una precedente missione di ricerca fallita. I tentativi del capitano McKenzie di disfarsi degli iceberg che intralciano il passaggio della sua nave attirano le attenzioni dell'imperatore Thakorr, sovrano del vicino reame sottomarino di Atlantide. Il monarca invia dunque sua figlia, la principessa Fen, per indagare sulla misteriosa intrusione. Raggiunta la nave, la fanciulla viene fatta prigioniera e portata dal capitano. Fra i due nasce l'amore e, in men che non si dica, decidono di sposarsi. Intanto, alcuni soldati atlantidei partono alla ricerca della principessa scomparsa e, credendola prigioniera, attaccano l'equipaggio, uccidendo apparentemente Leonard per riportare Fen, che scoprirà essere in dolce attesa, a casa.
Dopo un anno nasce Namor, nome che in lingua atlantidea vuol dire "Figlio Vendicativo" (Avenging Son), un ibrido umano atlantideo dalla pelle rosa in contrasto con quella blu degli abitanti puri di Atlantide. Namor, sviluppa un carattere arrogante e presuntuoso e trascorre la sua adolescenza con i coetanei: sua cugina, Aquaria Nautica Neptunia, nota come Namora, Byrrah, Meranno e Dorma, innamorata dell'erede di Atlantide che non contraccambia il suo amore.

### Marea Nera
Ancora giovane, Namor viene inviato dall'imperatore in missione diplomatica presso la tribù degli Sharka, dove fa la conoscenza di quello che diventerà uno suoi più acerrimi rivali: il principe Attuma. Obiettivo della missione è recuperare alcuni antichi artefatti. Tali arcani oggetti, però, finiscono per infettare chiunque ne venga a contatto, dando inizio alla piaga della Marea Nera (Black Tide). La minaccia della Marea viene alla fine sventata grazie a Dorma ma il padre di Attuma, re Attukar, perde la vita, rendendo il principe rancoroso e voglioso di vendetta verso Namor e Atlantide.

### La guerra e l'amnesia
Durante gli anni del secondo conflitto mondiale, gli atlantidei arrivano a scontrarsi con degli esploratori nazisti. L'incontro porta alla collaborazione tra Namor e alcuni tra i più importanti eroi del periodo, Capitan America, la Torcia Umana e Toro, alla formazione della squadra degli Invasori (Invaders), impegnata a guastare i piani dell'Asse e, dopo la fine del conflitto, all'ingresso nella Squadra dei Vincitori (All-Winners Squad). Uno degli amici di gioventù di Namor, Meranno, prende invece le parti delle forze nemiche, diventando noto come U-Man. In questo periodo, durante una missione in Wakanda, il principe fa amicizia con T'Chaka, monarca del paese e padre di T'Challa, futura Pantera Nera.
Dopo l'impegno in superficie, Namor fa ritorno ad Atlantide dove, però, si vede bandito da Krang e Byrrah per i suoi eccessivi interessi per gli affari terrestri. Spostatosi a New York, fa la conoscenza della giornalista Betty Dean e fra i due nasce una collaborazione ma non una relazione, nonostante i sentimenti d'amore provati dalla donna, perché un futuro regnante atlantideo non poteva legarsi a una semplice umana. Verso la fine degli anni quaranta, sua cugina Namora va a vivere con lui in superficie e i due, per un po', combattono il crimine di New York.
In questo periodo, in un momento imprecisato, Namor e una fanciulla di Atlantide, danno luce al primo figlio segreto del principe: Kamar. La donna, però, resta vittima di un non ben identificato nemico e Namor, per proteggere il piccolo, lo invia in esilio in un piccolo accampamento atlantideo dell'Artico.
Intorno al 1958, Namor interviene per sventare i piani di Paul Destine, ex collega di suo padre, divenuto un folle supercriminale soprannominato Destino. Paul, nel tentativo di conquistarla, attacca Atlantide e, armato del mitico e magico oggetto noto come Corona del Serpente (Serpent Crown), provoca distruttivi terremoti con cui devasta la città sottomarina ed uccide Thakorr e la principessa Fen. Nello scontro, Namor perde la memoria e si ritrova a vagare per New York senza ricordare nulla del suo nobile passato.

### Il dopoguerra
Vivere i vagabondaggi di Namor nel quartiere albergaccio Bowery di Manhattan come un derelitto affetto da amnesia, un giorno, la sua strada si incrocia con quella di Johnny Storm, la Torcia Umana dei Fantastici Quattro. Riconoscendo nel vagabondo i tratti dell'eroe di guerra, Johnny lo getta nell'Hudson. Il contatto con l'acqua permette a Namor di recuperare i ricordi e i poteri d'un tempo. Ristabilitosi, ma senza alcun ricordo della lotta con Destino, il principe torna immediatamente ad Atlantide e, trovandola distrutta ed abbandonata, pensa che la colpa sia degli umani. Namor evoca quindi il mostro marino Giganto e tenta di invadere New York. L'intervento dei restanti membri del gruppo porta al fallimento dei piani di Namor ma il primo incontro tra lui e la bella Sue Storm danno inizio alla lunga e non corrisposta infatuazione del principe per la Ragazza Invisibile. Successivamente, insieme a Hulk, attacca i Vendicatori per poi fuggire al Polo Nord, dove terrorizza una tribù di eschimesi scagliando il loro totem di ghiaccio nell'oceano; a sua insaputa, nel blocco di ghiaccio c'era il corpo in animazione sospesa di Capitan America, che verrà liberato proprio dai Vendicatori poco dopo. Nonostante il costante atteggiamento aggressivo mostrato da Namor, i Vendicatori riconoscono in lui l'onore e la nobiltà. Per questo, gli offrono più volte un posto in squadra, trovando però quasi sempre il rifiuto da parte del principe.
Namor fa quindi ritorno tra i superstiti di Atlantide per rappacificarsi col suo popolo. Qui affronta più volte le sfide al suo potere lanciate dal Signore della Guerra Krang, da Attuma e da Lord Byrra. Decide anche di prendere in sposa Lady Dorma. A sua insaputa, però, è vittima della malvagia Llyra, principessa di Lemuria, che ha assunto le sembianze della Lady per prendere possesso del reame atlantideo. Le macchinazioni di Llyra alla fine falliscono, ma portano alla dolorosa morte di Lady Dorma. Addolorato, Namor abdica al trono e torna in superficie dove, poco tempo dopo, incontra finalmente suo padre, Leonard, che credeva morto da tempo. La gioia dura poco però, poiché Leonard si sacrifica per salvare il figlio, impegnato in uno scontro con il criminale Squalo Tigre e Llyra, in cerca di vendetta. Nello stesso periodo, fa la conoscenza di Namorita, figlia di sua cugina Namora.
In seguito alla Guerra Kree-Skrull, Namor acconsente alla creazione del supergruppo segreto degli Illuminati, fondato insieme a Charles Xavier, Iron Man, Dottor Strange, Mr. Fantastic e Freccia Nera, per la difesa del pianeta dalle grandi minacce interstellari.

### Difensori e Vendicatori
Quando Namor si ritrova ad affrontare in combattimento l'atlantideo mutato Orka, dei gas nervini vengono accidentalmente rilasciati e la popolazione di Atlantide viene ridotta ad una condizione di stasi. Lo stesso Namor ne subisce le conseguenze, perdendo la capacità di respirare fuori dall'acqua. Solo tempo dopo, la situazione ritorna alla normalità grazie a una collaborazione tra il principe e il Dottor Destino.
Da questo momento, Namor dice addio alla vita da solitario. Dapprima risulta tra i membri fondatori dell'anomalo gruppo di supereroi dei Difensori, poi. dopo lo scioglimento della prima iterazione del gruppo, entra tra i ranghi dei vecchi rivali dei Vendicatori. L'ingresso fa nascere una certa rivalità tra lui e l'eroe olimpico Ercole. Sono proprio i Vendicatori ad aiutare Namor quando il principe si ritrova a dover tornare ad Atlantide, caduta sotto il giogo di Attuma.
Durante questi anni, il principe ritrova nuovamente l'amore nella persona di Marrina Smallwood, aliena acquatica e membro del gruppo di eroi canadesi Alpha Flight, e la sposa. Namor e Marrina si sposano e fondano un nuovo regno marino: Deluvia. Anche questo amore, però, dura poco. Infatti, quando Marrina resta incinta, la sua biologia aliena la induce ad una mostruosa trasformazione, costringendo Namor ad uccidere l'amata con le sue stesse mani.

### Civil War
Namor, sebbene sia un monarca di un altro Stato, durante Civil War, dopo essere stato convinto da Susan Storm si schiererà al fianco di Capitan America contro Iron Man nella battaglia finale, egli combatterà contro la fazione a favore della registrazione alla guida di un nutrito gruppo di atlantidei. Nonostante questo suo schieramento, egli rimane associato agli Illuminati anche dopo Civil War: Namor era stato espulso dal gruppo quando si oppose all'idea di esiliare Hulk su un altro pianeta, arrivando anche a battersi con Iron Man; tuttavia proprio quest'ultimo lo convocò nuovamente, proprio per discutere dell'atto di registrazione. In accordo con Tony Stark, Namor ha provveduto ad immergere la bara di Steve Rogers negli abissi del Mar Glaciale Artico, giurando di vegliare sul riposo del suo vecchio amico.

### L'Iniziativa
Alcuni atlantidei di una cellula ribelle sferrano un attacco negli Stati Uniti. Namor scopre che si tratta di un suo figlio sconosciuto, Kamar, sotto la supervisione di Nitro, l'omicida di Stamford. Il governo degli Stati Uniti impiega contro di lui il membro dei Thunderbolts, Venom (Mc Gargan), che lo ferisce a due delle quattro alette che gli consentono di volare, ma nonostante ciò l'atlantideo riesce a strappargli la lingua. Sub-Mariner chiede prima aiuto a Charles Xavier e poi alla Donna invisibile per rintracciare il ribelle, ma riceve da entrambi un rifiuto; a seguito di questi avvenimenti, Namor è costretto a far evacuare Atlantide ed ordina a tutto il suo popolo di mischiarsi alla popolazione di superficie sotto false identità. Dopo questi avvenimenti, Namor e l'esercito di Atlantide stringono un'alleanza con il Dottor Destino per avere asilo politico a Latveria.

### World War Hulk
Sub Mariner non prende parte alla World War Hulk, rimanendo ad Atlantide. Poiché si era opposto all'esilio di Hulk nello spazio. Amadeus Cho, amico e sostenitore del Golia Verde, ha provato a convincerlo ad unirsi ai nuovi Campioni, ma Namor rifiuta, perché considera Banner un pazzo furioso, reso ancor più pericoloso dal dolore per la morte della moglie Caiera; viceversa Namora decide di appoggiarne la causa, dando un dispiacere a suo cugino.

### Secret Invasion
Namor viene nuovamente invitato ad una riunione degli Illuminati dopo che Iron Man ha scoperto che Elektra, leader del clan della Mano, era una spia Skrull che si spacciava per lei; secondo Stark si tratta di un'invasione aliena, ma Sub Mariner è più scettico, reputandolo un caso isolato. Mentre gli eroi discutono Freccia Nera si rivela anch'esso uno Skrull, e li aggredisce, aiutato da altri due alieni: Namor riesce ad uccidere il sostituto di Lord Boltagon, ma decide infine di abbandonare definitivamente il gruppo, in quanto adesso non si fida più di nessuno di loro.

### Dark Reign
Invitato a sedere al tavolo della Cabala dove assieme a Destino, Loki, Hood ed Emma Frost si decide il modo più equo di spartirsi il potere derivante dalla nuova posizione di Norman Osborn come direttore di H.A.M.M.E.R. in cambio di lealtà nei suoi confronti, Namor è restio ad accettare di prendere ordini da lui. Dopo un attacco di agenti di Atlantide, Osborn chiede a Namor di andare a ucciderli tutti tranne uno, ma Namor rifiuta dicendogli che lui non sarà la sua scimmia ammaestrata e Norman decide di mandare Sentry al suo posto.

### Utopia
Namor accetta l'invito di Emma di entrare a far parte dei suoi X-Men come parte dell'accordo stretto con lei in cambio della testa di Sebastian Shaw, reo di aver distrutto una città atlantidea in passato. Durante una discussione, Norman gli fa notare come per lunghi anni abbia ignorato la sua parte mutante a dispetto di quella atlantidea e come adesso ritrovandosi confuso sul posto da occupare in questa nuova società farebbe meglio a seguire i suoi ordini permettendogli di chiarirsi con sé stesso e nel frattempo abbracciare la causa mutante per difendere, quello che in sostanza, è il suo popolo. Giunto a San Francisco, viene subito utilizzato sul campo per sedare una rivolta mutante guidata da Satiro. In seguito, gli X-Force di Wolverine attaccano Alcatraz e Namor ed Emma si rivelano dei traditori e mettono fuori combattimento Daken e Mimo. Questo è tutto un piano ideato in precedenza da Ciclope. Ma Osborn, venendo a sapere quello che è successo e del loro tradimento, ordina ai suoi Vendicatori e X-Men di portargli la testa di Namor e il cuore di Emma Frost. In seguito, Namor combatte gli Oscuri Vendicatori al fianco degli X-Men. Durante la battaglia affronta Sentry, fino a quando i Vendicatori di Osborn si ritirano, essendo inferiori di numero.

### La lista
Infuriato per il tradimento di Namor, Osborn decide di vendicarsi utilizzando la sua ex-moglie Marrina, ora tramutata in una creatura degli abissi molto simile ad un leviatano. Distrutte decine di colonie atlantidee sparse per gli oceani, la minaccia viene riportata agli X-Men dallo stesso Namor che solo dopo l'insistenza di Emma Frost accetta l'aiuto dei mutanti: teleportati tutti gli atlantidei nell'emisfero australe, si offre come esca per attirare Marrina (identificata grazie all'aiuto delle Naiadi di Stepford) e fare in modo che Uomo Ghiaccio la intrappoli congelandola cosicché Surge e Nightcrawler possano metterla fuori combattimento con alcune scariche elettriche ed una bomba. Indebolitala, Namor si fa carico del corpo e dopo averlo portato alla Fossa delle Marianne per ucciderla, ne scaglia il teschio contro l'ufficio di Osborn a New York City. Minacciatolo di morte se avesse riprovato a toccare qualcuno a lui caro, ritorna ad Utopia, nuova casa per i mutanti e gli atlantidei.

### Avengers vs. X-Men
Dopo essere stato sconfitto in combattimento dalla Cosa, viene anch'esso impossessato dalla Fenice insieme a Ciclope, Emma, Magik e Colosso facendo parte dei cosiddetti Cinque della Fenice. I suoi poteri e la sua forza aumentano notevolmente insieme al controllo del fuoco. Del gruppo è l'unico che vorrebbe disfarsi subito degli Avengers ma viene sempre calmato da Ciclope. Namor è convinto che Ciclope sappia essere un leader ma non sarà capace di governare il nuovo mondo che ha in mente, e per questo non andrà molto d'accordo col gruppo. Convinto da Emma (con la quale sembra avere una relazione) devasterà il Wakanda da solo con enormi onde anomale e con a fianco gli atlantidei dichiarandole guerra visto che fino a quel momento era stata una delle sedi degli Avengers. La forza fenice gli ha donato un potere eccezionale, a fatica la maggior parte dei vendicatori tenta di metterlo in difficoltà riuscendo a resistere ai colpi di Thor e Hulk Rosso, al quale spezza un braccio. Solo Scarlet con i suoi poteri riesce a "fargli male" scacciando la fenice in lui. È stato il primo dei Cinque della Fenice ad essere purificato, in seguito rivelerà a Hope Summers che in quell'occasione per la prima volta nella sua vita si è sentito sconfitto non piacendogli affatto.

### Secret Wars
Insieme alla Cabala, Namor si salva dalla distruzione finale del multiverso, arrivato su Battelworld, sempre insieme alla Cabala, affronta le truppe dei Thor inviate dal Dottor Strange, che su Battleworld è lo Sceriffo Supremo, poi, verrà spedito da Strange nel suo Sancta Sactorium insieme a Pantera Nera, lì troveranno un Guanto dell'Infinito e un amuleto in grado di teletrasportarli dovunque vogliano, chiamato il Seggio Coraggioso, grazie ad esso giungeranno oltre la grande muraglia che impedisce agli zombie di invadere il regno del Dottor Destino, che su Battleworld è il dio creatore. Insieme a Pantera Nera, convincerà gli zombie a seguirli in battaglia, nella battaglia finale contro le armate di Destino T'challa e Namor affronteranno Destino, quest'ultimo attaccherà i due, Pantera Nera riesce a difendersi dal suo attacco con il suo Guanto dell'Infinito mentre Namor viene ucciso da Victor Von Doom.

### Marvel Now
Viene decapitato durante un combattimento dallo Squadrone Supremo per vendicare gli universi appartenenti ai membri della squadra distrutti dal re di Atlantide.

### Marvel VS DC
Nello scontro Marvel VS DC del 1996 Namor si batte con la sua controparte atlantidea della DC Comics ovvero Aquaman. Qui ad avere la meglio è però Aquaman evocando un'orca che schiaccia Namor. Prima di congedarsi, Aquaman fa notare che Namor è "troppo nobile per barare".

## Poteri e abilità
Grazie alle alette che ha alle caviglie, Namor è in grado di volare e nuotare ad altissime velocità: questo lo rende un combattente formidabile, in grado di battersi in egual modo in terra, aria e acqua, essendo anche in possesso di una forza fisica sovrumana e di una notevole agilità. È in grado di respirare in egual modo sia sulla terra ferma che negli abissi, ma se rimane troppo a lungo lontano dall'acqua, si disidrata e la sua forza e i suoi poteri diminuiscono fino a sparire. Conosce quasi tutte le lingue parlate sulla terraferma e ha il dominio su tutte le creature marine, con le quali condivide un legame psichico. Pur non essendo indistruttibile, il suo fisico è assai più coriaceo di quello di un normale essere umano, abituato alle basse temperature e alla maggiore pressione delle profondità degli abissi, tanto da dimostrarsi estremamente resistente ai danni fisici, ad esempio, a proiettili sparati a bruciapelo. La sua particolare genetica di ibrido umano/atlantideo gli consente di invecchiare molto lentamente: difatti Namor dimostra sostanzialmente gli stessi anni che aveva durante la seconda guerra mondiale. Usando la sua arma il "Tridente di Nettuno", Namor può scatenare potenti terremoti e maremoti che possono distruggere intere città.

## Altre versioni

### Versione Amalgam
Nell'Universo Amalgam Namor si fonde con Aquaman, altro celebre imperatore degli abissi, creando Aquamariner, membro del All Star Winners Squadron (All-Winners Squad più All-Star Squadron) durante la seconda guerra mondiale e della JLX (Justice League più X-Men) nel presente.

### Versione Ultimate
La versione Ultimate di Namor ha esordito sul numero 24 di Ultimate Fantastic Four (dicembre 2005). In cerca di Atlantide, per aiutare la scienziata Mary Storm, madre di Sue e Johnny, i Fantastici Quattro Ultimate rinvengono il corpo di Namor conservato in animazione sospesa.

## Altri media

### Marvel Cinematic Universe

Namor interpretato da Tenoch Huerta nel film Black Panther: Wakanda Forever

Ch'ah Toh Almehen, alias Namor, appare all'interno del Marvel Cinematic Universe, interpretato dall'attore messicano Tenoch Huerta (che ha imparato a parlare in una lingua Maya per il suo ruolo). In questa versione del personaggio è il sovrano semidivino dei Talokan, un regno sommerso abitato da uomini capaci di vivere sott'acqua. Il personaggio, come il suo popolo sottomarino, presenta le sue origini, Maya, le armi in Vibranio e inoltre, come mutante, possiede anche le capacità di volare, grazie a delle alette sulle caviglie, e forza sovrumana in vicinanza di fonti d'acqua.
- Il personaggio non appare direttamente nel film Iron Man 2 (2010), ma il suo regno sommerso compare nella cartina della base dello S.H.I.E.L.D..
- Namor appare per la prima volta come antagonista principale nel film Black Panther: Wakanda Forever (2022). Il personaggio e il suo popolo sottomarino ha le sue antiche origini mesoamericane ed egli è nato dopo che sua madre ha contratto il vaiolo insieme ai suoi conterranei a causa dei spietati conquistatori spagnoli. A differenza degli altri abitanti di Talokan, Namor è in grado di respirare in acqua senza le branchie, in quanto la sua fisiologia è totalmente diversa. Come ha la capacità di nuotare a velocità supersoniche, egli può volare altrettanto velocemente grazie a due ali poste su ciascuna caviglia. Essendo un mutante, il suo invecchiamento è rallentato rispetto ai suoi simili ed è pertanto considerato un dio e chiamato K'uk'ulkan (ovvero in originale il dio serpente piumato). Dopo aver distrutto una nave americana che stava cercando del Vibranio nell'Oceano Antlantico, Namor si reca in Wakanda e ordina a Shuri e la regina Ramonda di consegnargli una giovane scienziata che ha costruito il rivelatore del Vibranio, la quale si rivelerà Riri Williams (Ironheart). Sviluppa una sorta di affetto nei confronti di Shuri dopo averla catturata insieme a Riri, tant'è che la giovane principessa è l'unica abitante della superficie ad aver visitato Talokan. Dopo l'uccisione di una sua guardia, K'uk'ulkan dichiara guerra al Wakanda e attacca la nazione causando la morte di Ramonda. Shuri, divenuta la nuova Pantera Nera, affronterà il semidio in un duro combattimento finale dove riuscirà a ferire gravemente l'avversario per poi costringerlo alla resa. Namor accetta gentilmente l'offerta di pace alleandosi con il Wakanda.
- Il personaggio è riapparso anche nella quinta serie animata dell'MCU Marvel Zombies (2025).
- Namor riapparirà nuovamente nel film Avengers: Doomsday (2026).

### Televisione
Namor compare come protagonista:
- The Marvel Super Heroes (1966).

Namor compare come comprimario:
- I Fantastici Quattro (1967);
- L'Uomo Ragno (1981);
- L'Uomo Ragno e i suoi fantastici amici (1981);
- I Fantastici Quattro (1994);
- I Vendicatori (1999);
- I Fantastici 4 - I più grandi eroi del mondo (2006).

### Videogiochi
- Namor compare in Spider-Man: The Video Game.
- Namor compare in Captain America and the Avengers.
- Namor compare in Fantastic Four.
- Namor compare in Spider-Man.
- Namor compare in Marvel: La Grande Alleanza.
- Namor compare in Marvel Puzzle Quest.
- Namor compare come personaggio giocabile in Marvel: Sfida dei campioni.
- Namor compare come personaggio giocabile in Marvel Future Fight.
- Namor compare in Marvel Strike Force.
- Namor compare in Marvel Super War.
- Namor compare come personaggio giocabile in Marvel Rivals.